# Iblis
Iblis (arabe : إبليس), ou Éblis, est une figure  diabolique citée dans le Coran, généralement dans un contexte lié à la création d'Adam et l'ordre de se prosterner devant lui. Après son refus de se prosterner devant Adam comme Allah lui avait ordonné de le faire, il est chassé du ciel. En raison de sa chute, il est souvent comparé au Satan des traditions chrétiennes. Dans la tradition islamique, Iblis est souvent identifié avec Al-Shaitan (« le diable »). Cependant, alors que Shaitan est utilisé exclusivement pour une force maléfique, Iblis est titulaire d'un  rôle plus ambivalent dans les traditions islamiques.

## Étymologie
Le mot « Iblis » (en arabe إبليس), selon Daniel De Smet, serait issu du grec ancien διάβολος (diábolos). Cependant, selon le philologue, lexicographe, et traducteur britannique arabisant Edward William Lane, le terme proviendrait de la racine arabe بلس : « B-L-S » (balasa, « il désespérait »). Par ailleurs, les autres lexicographes arabes attestent également cela, ce terme étant présent dans le Coran. Ce nom fait référence au désespoir de ce type de créature, quant à la miséricorde divine, par opposition aux croyants, qui espèrent la miséricorde divine, son pardon et son approbation. Tous les diables, humains ou djinns, peuvent être appelés Iblis, car ils désespèrent de Dieu et ne croient plus en la repentance, ce qui est une mécréance quant à la bonté du créateur, selon l'Islam. Ce nom “Iblis”, porte aussi les propriétés de celui qui essaye de faire désespérer les croyants, comme lui-même désespère, pour les inciter à faire de même, afin qu'ils soient aussi du nombre des perdants après leur mort. Le Coran dit qu'Iblis fait des promesses à ceux qui le suivent et leur donne des faux espoirs, mais qu'il ne fait que des promesses trompeuses (Richesse, puissance, etc.). Les djinns qui sont musulmans ne peuvent pas ou plus être nommés “diable” ou "Iblis”. Il y a un exemple, qui est celui du roi Salomon, à qui Dieu a soumis les djinns, parmi les diables, qui se sont repentis de leur mécréance quant à la miséricorde divine, puis ils sont devenus des serviteurs de la cause divine, au nom du roi Salomon : 
„Il (Salomon) dit : "Seigneur, pardonne-moi et fais-moi don d’un royaume tel que nul après moi n’aura de pareil. C’est Toi le grand Dispensateur. Nous lui assujettîmes alors le vent qui, par son ordre, soufflait modérément partout où il voulait. De même que les diables, bâtisseurs et plongeurs de toutes sortes. Et d’autres encore, accouplés dans des chaînes."Voilà Notre don ; distribue-le ou retiens-le sans avoir à en rendre compte". (Sourate Sad (38) – Versets 35 à 37)”.
Une fois repentis, ces démons ne sont plus des diables, mais des djinns croyants. Les djinns (ou démons) sont des esprits fait d'atomes de feu, et ont de la difficulté à se soumettre aux anges, qui eux sont des esprits fait d'atomes d'électricité. Ces deux éléments sont naturellement antagonistes.
Adam, le premier être humain, était d'une nature angélique, et non démoniaque, ce qui fit qu'Iblis refusa de se prosterner devant lui quand Dieu le lui ordonna, car il s'estime supérieur à cette créature faite d'eau et de terre, inspirée par les anges. Le roi Salomon, par contre, était d'une nature démoniaque et non angélique, mais il n'était pas pour autant diabolique. Cela fut une exception accordée à Salomon et David par Dieu. Le nom “Adam” est inhérent à tous les humains, car il signifie dans les langues sémitiques “le créateur (composé) de sang”, la lettre A représentant la pointe du chiffre 1, qui lui-même représente le calame, qui symbolise le créateur. et le mot "Dam" signifie “le sang”, dans les langues sémitiques.
Le nom Iblis a plusieurs transcriptions françaises : « Iblis », « Ibliss », « Eblis ». Le dictionnaire Littré donne la forme « Éblis ».

## La désobéissance d'Iblis

### Le récit
Iblis est cité à onze reprises dans le Coran, toujours dans le contexte de l'histoire d'Adam. Les anges reçoivent l'ordre de se prosterner devant Adam. Iblis refuse et, dès lors, est expulsé du paradis pour sa désobéissance. Il prie Dieu pour prouver l'indignité de l'homme. À cause de sa désobéissance et, partant, son insoumission à Dieu, ce dernier maudit Iblis. Il est chassé du paradis et précipité en Enfer. Un marché passé avec Allah lui permet de tenter les hommes jusqu'au jugement dernier pour « damner les ennemis de Dieu ». L'une des premières réussites d'Iblis est d'avoir fait chuter Adam. Iblis prend alors le nom d'al-Shaytan, le « démon », bien que ce nom ne soit pas qu'un nom propre.

### Les raisons de la désobéissance
Selon certaines interprétations attribuées à Abdullah ibn Abbas, Iblis aurait méprisé la créature humaine pour son infériorité par rapport aux anges, qui ne rejetteraient jamais la gloire de Dieu. Il a donc demandé à Dieu la permission de montrer le manque de loyauté de l'humanité.
Certains exégètes ont objecté qu'un ange ne pouvait désobéir à l'ordre de Dieu. Par conséquent, ils considèrent Iblis comme une créature distincte des anges, créée comme une créature désobéissante. D'autres soutiennent que la désobéissance d'Iblis était sujette au prédéterminisme, c'est pourquoi Dieu a donné à Iblis la tâche de s'égarer pour provoquer l'illusion de la dualité. Certains soufis déclarent que l'ordre adressé aux anges n'était pas un commandement mais un test de loyauté, car Dieu a interdit de s'incliner devant quiconque, hors le Créateur.

### Sources du récit
Le récit de la chute d'Iblis est a rapprocher d'un fonds littéraire judéo-chrétien, comprenant La Vie d'Adam et Eve ou les Questions de Barthélemy (en), où la même histoire est présente. « Une partie du texte est intégralement présente dans le Coran, qui conserve aussi une allusion à la déclaration d'orgueil du démon voulant établir son trône en face de celui de Dieu. » Pour De Smet, le pacte entre Allah et Iblis pour tenter les hommes serait davantage d'origine gnostique ou dualiste (d'inspiration zoroastrienne). Tesei fait un parallèle entre le récit de la rébellion d'Iblis et un récit similaire de la Caverne des trésors (Ve – VIe siècle), dans lequel Satan est aussi décrit, avec une certaine ambiguïté, comme un ange et comme un démon.

## La question de la nature d'Iblis
Les traditions islamiques présentent des divergences quant à la nature exacte d'Iblis. Il pourrait être un djinn ou bien encore posséder une nature qui lui est propre. Des déclarations apparaissent déjà dans le Coran lui-même. Tandis qu'Iblis est inclus dans l'ordre adressé aux anges et, donc, en serait un, il est défini comme étant un jinni ('الجِنِّ') dans la sourate 18, « La Caverne ». Les diverses appellations pour désigner Iblis révèlent, pour Déroche, la proximité ou la similitude de nature entre les djinns et les anges.
Le terme de « jinni » est ambigu. Dans l'Arabie préislamique, le terme décrit tout type de créature invisible, y compris les anges pour les chrétiens arabes, les Arabes, les Juifs et zorastriens. Dans les traditions du Proche-Orient Ancien, en particulier dans la littérature de l'Antiquité tardive, la nature des anges – comme les séraphins – est associée au feu, ce qui pourrait expliquer le rapport d'Iblis avec celui-ci . La nature des djinns dans les traditions islamiques plus tardives n'est, en effet, pas elle-même toujours claire. Certains soutiennent que les djinns sont une sous-catégorie des anges qui seraient les gardiens de jannah, à la différence des djinns, qui sont comme des monstres ou des démons. Ils seraient nommés « Jinn » en raison de leur rapport au ciel,. D'autre part, dans un autre récit, les djinns terrestres sont eux-mêmes liés aux anges. Ils seraient des anges envoyés sur terre pour une expérience de plaisir physique et, même s'ils sont restés obéissants à Dieu, pendant le début, ils se sont trouvés plus tard eux-mêmes perdus dans des guerres, des massacres, et d'autres actes injustes. Iblis, dégoûté de ses semblables, aurait prié pour son retour au ciel jusqu'à ce que ses prières soient exaucées. Pour De Smet, « les données disparates, obscures et contradictoires de la démonologie coranique causèrent beaucoup de soucis aux exégètes qui ont essayé tant bien que mal de les concilier et de les systématiser. ».
Les penseurs, qui plaident contre la nature angélique d'Iblis se référent à sa progéniture. Fritz Meier insiste sur le fait, qu'Iblis ne peut pas être  un ange, car les anges n'ont pas de descendance, par définition. À l'inverse, Walther Eickmann fait valoir que la descendance d'Iblis ne correspond pas à des « descendants » dans un sens littéral, mais renvoie à des cohortes d'Iblis. L'exégète Tabari, cependant, qui défend l'origine angélique d'Iblis, affirme, qu'Iblis ne se reproduisaient pas jusqu'à ce qu'il a perdu son état angélique et est devenu un démon. Par conséquent, le fait qu'Iblis ait une descendance ne devrait pas l'exclure d'une origine angélique.
Un autre argument pour déterminer l'essence d'Iblis est sa désobéissance. Puisque les anges sont, selon l'Islam, simplement des serviteurs de Dieu, la désobéissance d'Iblis parle contre sa nature angélique. Contrairement aux anges, il était doté de la capacité de choisir, mais il a décidé de désobéir à cause de sa propre arrogance. Sa possibilité d'ignorer Dieu serait du libre-arbitre donné aux djinns. À l'inverse, les penseurs qui adhèrent à la nature angélique d'Iblis ne le considèrent pas comme libre. Pour eux, Iblis est perçu comme un instrument de Dieu, un être qui agit dans le plan de Dieu,,. Par conséquent, sa désobéissance était conforme à la volonté de Dieu. Plusieurs récits tentent d'expliquer la raison pour laquelle il a choisi de refuser l'ordre divin. Selon un premier, Iblis était le plus savant des anges et a eu connaissance de l'existence d'un ordre de ne pas se prosterner,. Dans une autre explication, Iblis est chargé de la tâche de séduire les humains, de manière comparable à d'autres tâches d'anges, telles celle de Gabriel chargé de la transmission de la révélation, et a été créé à cette fin.
Les chercheurs rappellent sa nature angélique, comme François Déroche : « D’autres créatures spirituelles sont mentionnées dans le Coran. Le Diable (shaytân), aussi appelé Iblîs, est un ange déchu », Malek Chebel : « Dans l’angélologie coranique, il y a d’un côté les anges qui, dès l’origine, ont obéi à la volonté divine exprimée par le truchement d’Adam et, de l’autre, ceux qui, comme Iblis, ont refusé d’obtempérer », Genevieve Gobillot : « Iblis, ange déchu pour avoir refusé de se prosterner devant Adam », Dominique et Jeannine Sourdelle : « Mentionné dans le Coran comme l’ ange qui refusa de se prosterner devant Adam, qui fut alors maudit de Dieu, mais  qui  reçut  le  pouvoir  d’égarer  les  hommes ». Pour Marie-Thérése Urvoy, l'hétéroclisme du discours coranique révèle son origine composite.

## Création d'Iblis
Pour le texte coranique, Iblis a été créé à partir du feu, comme les djinns. Ainsi, la sourate VII précise « « Qu'est-ce qui t'empêche de te prosterner quand Je te l'ai commandé ? » Il répondit : « Je suis meilleur que lui : Tu m'as créé de feu, alors que Tu l'as créé d'argile ». ». Pour l'Encyclopédie de l'islam, « Il n'y a aucune déclaration dans le Coran quant au matériau à partir duquel les anges ont été formés. ».
Une tradition plus tardive dont l'isnad la relie à Aisha font des anges des êtres nés de la lumière. C'est pourquoi certains considèrent Iblis comme le père des djinns et non comme un ange. Dans les traditions islamiques, cependant, les anges de l'enfer sont également créés plutôt à partir du feu que de la lumière.

## Iconographie
Les représentations islamiques d'Iblis le dépeignent souvent avec face noire, principe de représentation qui symbolisera plus tard toute figure satanique ou hérétique, et avec un corps noir, pour symboliser sa nature corrompue. Un autre mode de représentation d'Iblis le présente avec une coiffe. Parfois, celle-ci est clairement différente du turban traditionnel. Dans une peinture, cependant, Iblis porte une coiffe traditionnelle. Le turban fait probablement allusion au récit de la chute d'Iblis.

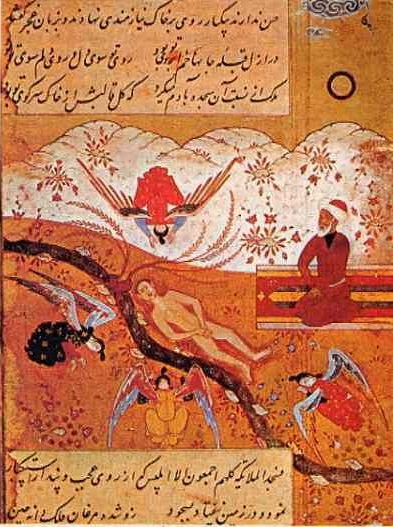
Représentation des anges se prosternant devant Adam avec Iblis refusant, ici représenté avec un turban.
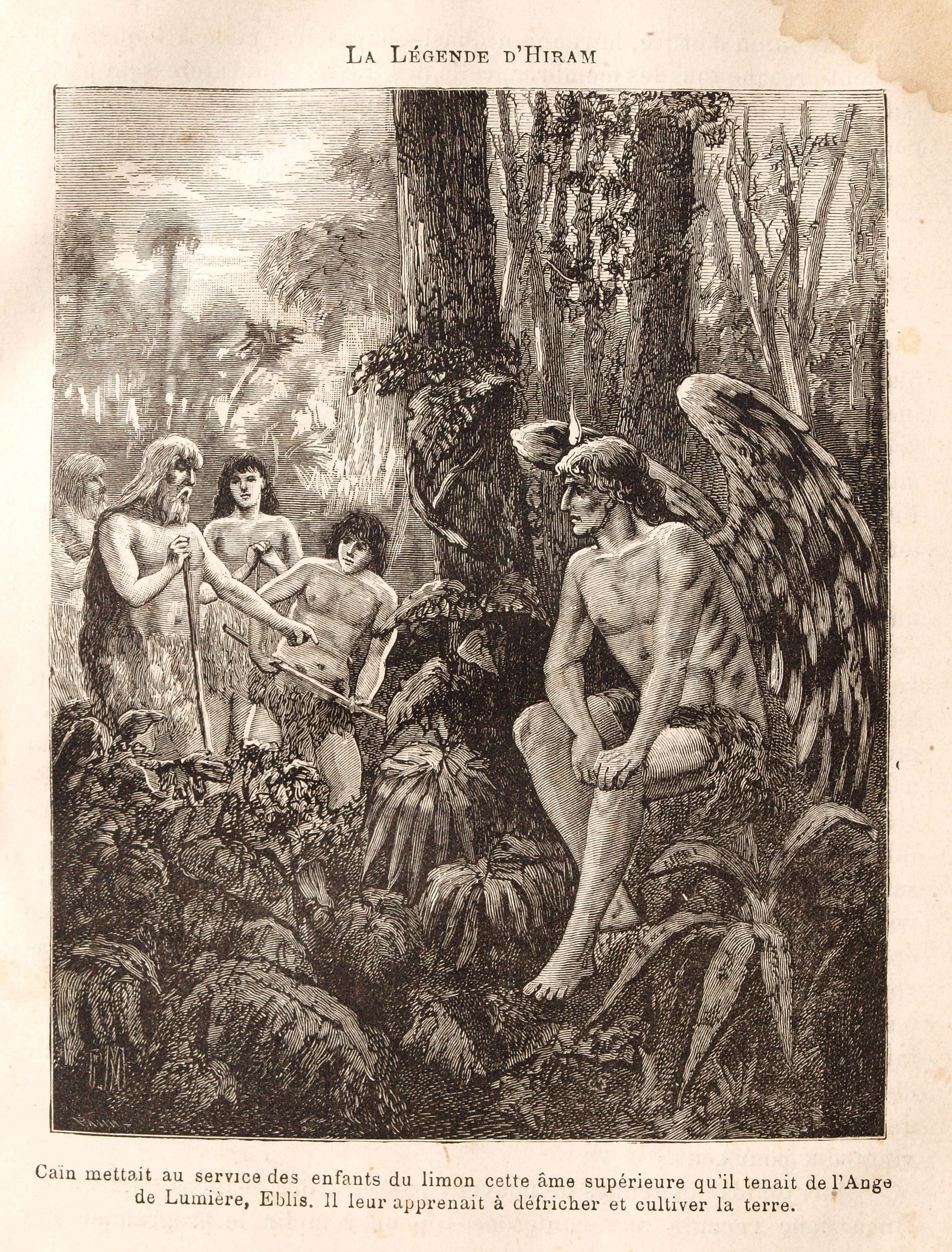
Iblis dans la légende d'Hiram, dessin de Pierre Méjanel.

## Dans la culture occidentale
- Éblis est un personnage central dans Vathek (1782), roman gothique orientaliste de l'écrivain anglais William Beckford ; il y pousse le héros à commettre des crimes en échange de promesses de pouvoir.
- Il est évoqué dans un poème de Victor Hugo, "La Rose de l'infante", neuvième poème de la première série de La Légende des siècles (1859).

Philippe Deux était une chose terrible.

Iblis dans le Coran et Caïn dans la Bible

Sont à peine aussi noirs qu’en son Escurial

Ce royal spectre, fils du spectre impérial.
— Victor Hugo, La Rose de l'infante, extrait
- On le retrouve dans le poème Là-Haut, de la deuxième série de la Légende des Siècles :

Voir Satan, visiter cet astre en sa tanière,

L'approcher, lui passer la main dans la crinière,

Et lui dire : "Lion, je t'aime Iblis, Mammon,

Prends-moi, je viens m'offrir, déesse, à toi démon !"
— Victor Hugo, Légende des Siècles, il s'agit d'une comète qui passe.